# Fremont County (Colorado)
Fremont County is een county in de Amerikaanse staat Colorado.
De county heeft een landoppervlakte van 3.970 km² en telt 46.145 inwoners (volkstelling 2000). De hoofdplaats is Cañon City.